# Oberst Redl (1985)
Oberst Redl ist ein Film von István Szabó aus dem Jahr 1985, der in deutsch-österreichisch-ungarischer Koproduktion entstand. Der Film, der vom Leben des Obersts Alfred Redl aus Österreich-Ungarn handelt, feierte seine Premiere am 20. Februar 1985 in Ungarn und in Deutschland am 29. März desselben Jahres. Die Produktion erhielt auf internationaler Ebene gute Kritiken und war für einen Oscar und einen Golden Globe jeweils in der Kategorie Bester fremdsprachiger Film nominiert.

## Handlung
Alfred Redl stammt aus ärmlichen Verhältnissen, schafft es aber aufgrund seines Fleißes, in die Militärschule der k.u.k. Monarchie aufgenommen zu werden. Dort findet er schnell Freunde: Baron Kristof Kubinyi und dessen Schwester Katalin. Voller Ehrgeiz will Redl auch in diese Oberschicht aufgenommen werden und macht als Offizier Karriere. Kurz vor Beginn des Ersten Weltkriegs ist er als Hauptmann an der österreich-ungarischen Grenze stationiert. Unterstützung erfährt er durch seinen Vorgesetzten Oberst von Roden. Wieder in Wien angekommen, wird Katalin zu seiner Geliebten, der er aber gesteht, dass aus ihrer Beziehung nichts werden kann, da er sich in ihren Bruder verliebt hat.
Das Kaiserreich steht kurz vor dem Untergang, und Redl will sich beweisen. In seinem Ehrgeiz schafft er unliebsame Gegner beiseite, es stellen sich aber neue ein. Nachdem er zum Oberst befördert worden ist, wähnt er sich am Ziel seiner Träume, doch seine Feinde intrigieren gegen ihn.
Der Film ist keine authentische Darstellung der Person Redls bzw. der historischen Geschehnisse. Deshalb steht im Vorspann:

„Wir erzählen Oberst Redls Geschichte nicht nach authentischen Dokumenten. Alle Handlungen der Personen sind frei erfunden. Unsere Arbeit wurde von John Osbornes Stück A Patriot for Me und von den historischen Ereignissen unseres Jahrhunderts inspiriert.“

## Produktion und Veröffentlichung
Gedreht wurde der Film in Wien, Apulien, Istrien, Kroatien und Ungarn. Für Klaus Maria Brandauer war es der zweite Film mit Szabó als Regisseur. András Bálint hatte bereits seit 1964 immer wieder mit Szabó zusammengearbeitet, für Dorottya Udvaros war es das Debüt in einem Szabó-Film. Szabó konnte mit einer vertrauten Crew arbeiten: Lajos Koltai an der Kamera und Zsuzsa Csákány als Editorin, für die es der vierte Film mit Szabó war. Die Musik arrangierte Zdenko Tamássy. Der Film beginnt mit dem Radetzky-Marsch, während der Kaiserwalzer immer wieder und in verschiedenen Variationen im Verlauf des Films zu hören ist.
Premiere des Films in Ungarn war am 20. Februar 1985, in Deutschland am 29. März desselben Jahres. Der Film wurde im selben Jahr auf den Festivals in Cannes und Toronto gezeigt.
Die deutsche TV-Erstausstrahlung des Films war am 6. Juli 1986 um 21.15 Uhr im ZDF.

## Kritiken
Laut Lexikon des internationalen Films dient der „Modellfall einer fiktiven politischen Biografie […] zu einem vielschichtigen filmischen Diskurs über politische Moral, Karrieresucht, Macht, Identitätsverlust, Untertanengeist, Vertrauen und Verrat unter den Bedingungen militärischer Hierarchien und autoritärer Systeme.“ Zugleich bildet Oberst Redl nach Mephisto und vor Hanussen „das Mittelstück einer Trilogie, in der Regisseur István Szabó verwandte Themen aus der europäischen Geschichte behandelt. In allen drei Filmen beeindruckt Klaus Maria Brandauer in der Hauptrolle.“
Filmkritiker Wolfram Schütte nennt István Szabó einen „brillanten Traditionalisten des klassischen europäischen Erzählkinos“, der auch hier „den Charme des alten Kinos und seines Historienzaubers […] mit Eleganz und liebevollem Faible für atmosphärische Wirkungen zu handhaben weiß.“ Wie schon in Mephisto gehe es dem Regisseur dabei nicht um die historische Figur und deren Wirklichkeit, sondern jenen „Typus, der in politischen Zwangssystemen Karriere macht und mit deren inhumanem Preis konfrontiert wird.“ Dabei besteche nicht nur sein souveräner Erzählduktus, sondern die „sensitive Aufmerksamkeit für die feinsten Nuancen der Macht, für Struktur und Zeichensystem eines verklemmten, weil ungelösten männlichen Universums der gegenseitigen Gewaltanwendung.“ Basierend auf Selbstverleugnung, Anpassung und Loyalität gegenüber der Macht, fördern Abstufungen eines paternalistischen Divide et impera einen Ehrgeiz zutage, „der über Leichen geht und sie massenhaft produziert.“ Mit erkennbaren Anleihen bei Joseph Roths literarischem Abgesang Radetzkymarsch breite der Regisseur in seinem Film „das historische Ambiente, die Riten von Militär und Bürokratie, das Klassen-, Rassen- und Kastendenken in der k. u. k. Monarchie“ aus, und gebe dabei im historischen Modell „die Physiognomie gesellschaftlicher Mechanismen“ zu erkennen, die mit der Doppelmonarchie keineswegs untergegangen sind, schreibt Schütte in der Frankfurter Rundschau.

„Den Redl spielt, wie schon den ‚Mephisto‘ in Szabos letztem Film, Klaus Maria Brandauer. Und er läßt ganz langsam, seiner Mittel ganz sicher, hinter der stumpfen, herrisch abweisenden Maske eines Menschen, der sich entschieden hat, lieber gefürchtet als geliebt zu werden, die grausige Pathologie des Selbsthasses hervorkommen: Das immer größere, immer gähnendere Vakuum in ihm füllt allein der Kaiser-Wahn.“

Regisseur Franz Antel, der 1955 mit Spionage selbst einen Redl-Film inszeniert hatte, übte in der Wiener Zeitung heftige Kritik an Szabós Film: „Historisch gesehen stimmt da nichts. Das ist eine vollkommene Verfremdung, und ich finde, daß man historische Persönlichkeiten nicht einfach so verfremden kann oder ganz ummotivieren. Wenn man sowas tut, dann muß man den Film anders nennen.“

## Auszeichnungen
- Bei den Internationalen Filmfestspielen von Cannes 1985 wurde István Szabó mit dem Sonderpreis der Jury ausgezeichnet. Zusätzlich lief der Film im Wettbewerb um die Goldene Palme.
- Beim Deutschen Filmpreis wurde dem Film 1985 das Filmband in Gold als Bester Spielfilm verliehen. Außerdem erhielt Klaus Maria Brandauer eine Auszeichnung als Bester Darsteller.
- 1986 gewann der Film einen BAFTA Award als Bester nicht-englischsprachiger Film.
- Oberst Redl war im gleichen Jahr als Bester fremdsprachiger Film für einen Golden Globe und einen Oscar nominiert, unterlag aber jeweils Luis Puenzos Die offizielle Geschichte.
- Die Deutsche Film- und Medienbewertung FBW in Wiesbaden verlieh dem Film das Prädikat besonders wertvoll.